# Янкульский сельсовет
Янкульский сельсовет — упразднённое сельское поселение в Андроповском районе Ставропольского края Российской Федерации.
Административный центр — село Янкуль.

## География
Находится в центральной части Андроповского района

## История
Статус и границы сельского поселения установлены Законом Ставропольского края от 4 октября 2004 год № 88-КЗ «О наделении муниципальных образований Ставропольского края статусом городского, сельского поселения, городского округа, муниципального района».
С 16 марта 2020 года, в соответствии с Законом Ставропольского края от 31 января 2020 г. № 2-кз, все муниципальные образования Андроповского муниципального района были преобразованы путём их объединения в единое муниципальное образование Андроповский муниципальный округ.

## Население
| 1989  | 2002  | 2010  | 2011  | 2012  | 2013  | 2014  |
| ----- | ----- | ----- | ----- | ----- | ----- | ----- |
| 2659  | ↗2886 | ↘2602 | ↘2601 | ↗2640 | ↘2625 | ↗2647 |
| 2015  | 2016  | 2017  | 2018  | 2019  | 2020  |       |
| ↘2608 | ↘2600 | ↗2604 | ↘2592 | ↘2574 | ↘2547 |       |

### Национальный состав
По итогам переписи населения 2010 года проживали следующие национальности (национальности менее 1 %, см. в сноске к строке «Другие»):
| Национальность | Численность | Процент |
| -------------- | ----------- | ------- |
| Русские        | 1820        | 69,95   |
| Даргинцы       | 220         | 8,46    |
| Чеченцы        | 167         | 6,42    |
| Аварцы         | 123         | 4,73    |
| Кумыки         | 65          | 2,50    |
| Табасараны     | 51          | 1,96    |
| Цыгане         | 42          | 1,61    |
| Карачаевцы     | 29          | 1,11    |
| Другие         | 85          | 3,27    |
| Итого          | 2602        | 100,00  |

## Состав сельского поселения
| № | Населённый пункт | Тип населённого пункта       | Население |
| - | ---------------- | ---------------------------- | --------- |
| 1 | Кианкиз          | село                         | ↗700      |
| 2 | Нижнеколонский   | хутор                        | ↘400      |
| 3 | Янкуль           | село, административный центр | ↘1319     |

## Местное самоуправление
Дума Янкульского сельсовета
Срок полномочий депутатов — 5 лет; дата избрания депутатов — 4 марта 2012 года.
Администрация Янкульского сельсовета
Главы администрации
- Романенко Владимир Васильевич (исполнение полномочий прекращено)
- с 4 марта 2012 года — Горбатенко Ольга Мироновна[21][22]